# جون ماكغراث (لاعب كرة قدم بريطاني)
جون ماكغراث (بالإنجليزية: John McGrath)‏ هو مدرب كرة قدم ولاعب كرة قدم بريطاني في مركز الدفاع، ولد في 23 أغسطس 1938 في مانشستر في المملكة المتحدة، وتوفي بنفس المكان في 25 ديسمبر 1998. شارك مع منتخب إنجلترا تحت 21 سنة لكرة القدم. أما مع النوادي، فقد لعب مع برايتون أند هوف ألبيون وبولتون واندررز ونادي بوري ونادي ساوثهامبتون ونيوكاسل يونايتد.

## وصلات خارجية
- جون ماكغراث (لاعب كرة قدم بريطاني) على موقع قاعدة بيانات كرة القدم.إي يو (الإنجليزية)
- جون ماكغراث (لاعب كرة قدم بريطاني) على موقع Soccerbase.com (مدرب) (الإنجليزية)